# Клонорхоз
Клонорхоз (Clonorchosis, от названия возбудителя — лат. Clonorchis sinensis — двуустка китайская) — гельминтоз из группы трематодозов, вызываемый Китайской двуусткой, относится к типу плоских червей. Имеет вытянутое тело длиной 10—20 мм, шириной 2—4 мм.. Морфологически отличается от описторхиса наличием сильно рассеченного (разветвленного) семенника. В остальном C. sinensis очень похож на O. felineus, в том числе и в жизненном цикле. Первый промежуточный хозяин — пресноводные моллюски родов Parafossularis и Bithynia. Второй — рыбы семейства карповых, а также пресноводные раки и крабы. В рыбе метацеркарии концентрируются в основном в мышцах, голове, подкожной клетчатке, плавниках и чешуе. Клонорхисы могут жить в организме человека до 25 лет. Яйца С. sinensis светло-золотистые, отличаются от яиц описторхиса по некоторым морфологическим признакам только при тщательной микроскопии под средним и большим увеличением: яйца О. felineus имеют овальную форму, оболочка тонкая и гладкая, у клонорхиса форма яиц грушевидная, их оболочка толстая, шершавая. Патогенез клонорхоза идентичен таковому описторхозу. 
Наиболее распространён в восточной Азии (КНДР, Японии, Индокитайского и Корейского полуостровов). На территории России — в бассейне реки Амур.

## Заражение
В результате употребления сырой или недостаточно термически обработанной рыбы

## Течение болезни и симптомы
- В острой стадии болезнь проявляется лихорадкой, высыпаниями на коже, поражением лёгких, печени.
- Хроническая стадия характеризуется поражением жёлчных путей, желудка, двенадцатиперстной кишки и поджелудочной железы.

## Лечение
Антигельминтные препараты.